# James Wilkinson
James Wilkinson (24 maart 1757 - 28 december 1825) was een Amerikaans staatsman en militair. Hij is voornamelijk bekend als eerste gouverneur van de "Louisiana Purchase" en wordt geassocieerd met een aantal schandalen en controverse rondom zijn persoon.
Hij diende in het Continentaal Leger gedurende de Amerikaanse Onafhankelijkheidsoorlog, maar werd twee keer gedwongen te vertrekken uit dat leger. Hij was twee keer staf Generaal van de Amerikaanse strijdkrachten (1796-1798 en 1800-1812), waarbij hij in de tussenliggende periode de eerste gouverneur van het "Louisiana Territorium" van 1805 tot 1807 was. Hij verloor zijn gouverneursfunctie door slechte boekhouding en machtsmisbruik aan Meriwether Lewis. Hij leidde twee mislukte campagnes in de vallei van de Saint Lawrence (rivier) gedurende de Oorlog van 1812. Hij overleed in Mexico-stad tijdens zijn functie van diplomaat en werd begraven in de "Parroquia de San Miguel Arcangel" kerk.
In 1854, ruim 25 jaar na zijn dood, kwam na een grondig onderzoek in de Spaanse archieven in Madrid door "Charles Gayarré" naar buiten dat James Wilkinson een hoog betaalde "spion" voor het Spaanse Rijk was geweest. In de jaren na Gayarre's onderzoek, werd Wilkinson steeds meer beschuldigd door politici en historici van schandalen. Volgens een quote van president  Theodore Roosevelt; "in onze geschiedenis, is er geen meer verachtelijk persoon geweest". Hoewel hij ook verdedigd wordt in het feit dat hij het "Burr Complot" van Aaron Burr had verijdeld.
In het Discovery programma "Lost Secrets" seizoen 1, aflevering 5 wordt Wilkinson zelfs aangewezen als diegene die opdracht gaf om Meriwether Lewis te vermoorden, ondanks dat men er al tijden vanuit gaat dat Lewis zelfmoord pleegde. De districten Wilkinson County in Mississippi en Wilkinson County in Georgia zijn naar hem vernoemd.